# Leucophanera argyrozona
Leucophanera argyrozona is een vlinder uit de familie visstaartjes (Nolidae). De wetenschappelijke naam van deze soort is voor het eerst geldig gepubliceerd in 1911 door de Joannis.
De soort komt voor in tropisch Afrika.